# Canoa (Équateur)
Pour les articles homonymes, voir Canoa.
Canoa est une ville en Équateur, située dans le canton de San Vicente et la province de Manabí.

## Source
- sauceamerica